# Небојша Кузмановић
Небојша Кузмановић (Градачац, 25. новембар 1962) српски је аутор, уредник и друштвено-политички радник. Обавља функцију директора Архива Војводине. За свој рад добио је неколико националних признања као и награде словачких удружења и Министарства културе Републике Словачке. Члан је Матице српске, Матице словачке, Удружења књижевника Србије, Друштва књижевника Војводине и Удружења за културу, уметност и међународну сарадњу „Адлигат”.

## Биографија
Кузмановић је пореклом из Боботе. У Осијеку је завршио средњу економску школу. Основне студије социологије и филозофије завршио је на Филозофском факултету у Новом Саду, где је потом магстрирао на катедри за Српску и упоредно књижевност са темом „Српско-словачке књижевне везе Риста Ковијанића“. Докторску дисертацију „Српско-словачке књижевне и културне везе у доба романтизма“.
Студирао је марксизам и дипломирао је на Катедри за социологију и филозофију на Филозофском факултету у Новом Саду, када је одсек за марксизам преименован. На истом факултету магистрирао је на Одсеку за српску и упоредну књижевност са темом „Српско-словачке књижевне везе Риста Ковијанића“ а потом одбранио и докторску дисертацију „Српско-словачке књижевне и културне везе у доба романтизма“.
Радио је као помоћ главног и одговор уредника новосадског студентског листа „Гаудемаус“ 1988-1989 те као уредник у Књижевној заједници Новог Сада у периоду 1989-1994.
Оснивач је издавачке куће „Источник“. Водио је исту издавачку кућу до 1998. године.
Кузмановић је радио у уредништвима часописа „Кровови“, „Писац“ и „Адреса“. Био је главни уредник „Књижевног клуба ДИС“ из Бачке Паланке.
Оснивач је часописа за културу, књижевност и уметност Сунчаник, чији је био главни уредник. Био је и главни уредник Друштва за науку и стваралаштво Логос.
Своје есеје, приказе и друге радове Кузмановићу објављује у великом броју српских и словачких часописа.
Обављао је послове референта за културу, просветног инспектора и начелника за друштвене делатност општине Бачка Паланка и покрајинског секретара за Културу, јавно информисање и односе са верским заједницама.
Учествовао је на бројним научним скуповима и конференцијама, попут округлог стола о српско-израелским односима у организацији Центра за антитероризам у Јерусалиму.
Биран је за првог председника Друштва чланова Матице српске у Бачкој Паланци. Члан је Матице Српске, Матице словачке, удружења Адлигат, Удружења књижевника Србије и других струковних и друштвених удружења и организација.
Писао је на тему националног идентитета у време пандемије Ковид-19.
Према речима градоначелника Новог Сада Милоша Вучевића, Кузмановић је значајно унапредио рад Архива Војводине и учинио га ближим јавности. Током његовог мандата грађен је амфитеатар на простору Архива.
Залаже се за враћање старог имена граду Зрењанину - Петровград.
Хоби му је путовање и планира да обиђе све земље света.

## Награде
- Октобарска награде општине Бачка Паланка за област друштвених делатности и за развој мултикултуралних веза и односа[10]
- Признања Општине Трпиња (РХ) за посебан допринос у очувању културног идентитета и повезивању српске етничке заједнице са Матицом[10]
- Златне значке КПЗ-а Србије и Министарства за дијаспору Владе Републике Србије[10]
- Повеље Задужбине „Петар Кочић“ из Бања Луке за допринос и помоћ у развијању међународне културне сарадње[10]
- Награда „Павле Марковић Адамов”, за допринос у осветљавању српско-словачких веза, 2010.[10]
- „Даковнy диплом“, највеће признање које додељује Матица словачка у Србији на Словачким народним свечаностима[10]
- Медаља „Светозар Милетић“, коју додељује Удружење Срба у Словачкој[10]
- Годишња награде Друштва новинара Војводине „Димитрије Фрушић“[10]
- Плакета Заједничког већа српских општина у Вуковару[10]
- Октобарска награда града Новог Сада[1]
- Почасна медаља 75. годишњице Словачког народног устанка[11]
- Повеља Капетан Миша Анастасијевић, коју додељују Универзитет у Новом саду, Привредна комора Војводине и Медиа Инвент из Новог Сада[2]
- Златна медаља за заслуге, Република Србија[2][12]
- Вукова награда, 2020.[13]
- Златна медаље Александра Дубчека, за заслуге на пољу културе, унапређења међународне сарадње и хуманитарних активности, 2024.[14]

## Дела
Објавио је преко 200 стотине радова и следеће књиге:
- Боје бунила, песме, То јест, Филозофски факултет, Нови Сад 1989.
- Душа Србије, зборник беседа Николаја Велимировића, I издање КЗНС 1993, II издање Источник, Невкош, Октоих, Нови Сад–Подгорица 1995; III издање Добрица књига, Нови Сад 2000.
- Кјеркегорове сфере егзистенције, Кровови, Сремски Карловци 1997. године; II издање:  Логос– ДИС, Бачка Паланка 2003.
- Имитације, зборник филозофских записа Милана Ковачевића, Источник, Нови Сад и Кровови, Сремски Карловци 1998.
- Бочар, монографија насеља, коаутор, ПМФ Нови Сад и МЗ Бочар 1998.
- Птоломејски обрт, књига антрополошко-филозофских есеја, ЛДИЈ Ветерник, 1999.
- Ка словенском истолику, списи о књижевности, Атом Бачка Паланка, Кровови Сремски Карловци, Калеком Београд 2000.
- Сусретање култура, Српско-словачке књижевно-културне везе Риста Ковијанића, Логос, ДИС, Матица словачка, Бачка Паланка 2004; II издање 2005.
- Бобота 1269–2005, монографија насеља, коаутор, издавачи Општина Трпиња – Месни одбор Бобота и ДНС Логос, Бачка Паланка 2005.
- Вредносне оријентације младих, зборник радова, коаутор, ДНС Логос, Бачка Паланка 2005.
- Stretavanie kultur, Српско-словачке књижевно-културне везе, превод на словачки језик Павел Матух, Матица словачка, ДНС Логос и КК ДИС, Бачка Паланка 2006.
- Srbi a Slovaci, друго измењено и допуњено издање, Српско-словачке књижевно-културне везе, превод на словачки језик Павел Матух, Матица словачка,  ДНС Логос и КК ДИС, Бачка Паланка 2008.
- Буђење парламентаризма, књига интервјуа и осврта на увођење парламентаризма у Србију и Југославију, Логос, Бачка Паланка 2010.
- Романтизам у српско-словачким културним везама, Мало историјско друштво, Нови Сад; Друштво за науку и стваралаштво Логос, Бачка Паланка 2011.
- Српски источници. Истакнуте личности Вуковара, Бачке Паланкеи Белог Манастира, коаутор, Српски културни центар, Вуковар 2015.
- Српске духовне вертикале. Истакнуте личности бачкопаланачког краја, Градска библиотека, Нови Сад и Друштво чланова Матице српске, Бачка Паланка 2016.
- Нађмеђерска долина смрти Риста Ковијанића, Прометеј, Нови Сад иSpolok Srbov na Slovensku, Братислава 2016.
- Филозофске мрвице, Прометеј, Нови Сад 2016.
- Liberamicorum, огледи и критике о делима Небојше Кузмановића, Прометеј, Нови Сад 2017.
- Filozoficke omrvinky, Spolok slovenských spisovateľov, Spolok Srbov na Slovensku, Bratislava, Prometej, Novi Sad 2018.
- Гудовац – Пут злочина, Архив Војводине, Нови Сад, Српско народно вијеће – Архив Срба у Хрватској, Загреб 2019.
- Колективни идентитети Словака у Србији (значај словачких културних и просветних институција и конфесионалног идентитета за конструисање и рефлексије националног идентитета Словака у Србији), Обшуст Кристијан, Кузмановић Небојша, Архив Војводине, Нови Сад 2019.
- Нађмеђер – епопеја српског страдања/ Vel'ký Meder – epopéja srbského utrpenia, друго измењено и допуњено издање, Архив Војводине, Нови Сад, Прометеј, *Нови Сад, Удружење Срба у Словачкој, Братислава 2020.

## Галерија
- Фотографија Кузмановића током доделе државних одликовања
- Фотографија Кузмановића са његовим делима; Кузмановић спада у ред водећих експерата за српско-словачке односе
- Фотографија са једне од трибина, са Браном Црнчевићем
- Фотографија са патријархом српским господином Иринејом
- Фотографија Кузмановића